# Rīgas rajons
Der Rīgas rajons (deutsch: Landkreis Riga) war bis 2009 eine Verwaltungseinheit in Lettland rund um die Hauptstadt Riga.
Der Rajon grenzte im Norden an die Rigaer Bucht und im Gegenuhrzeigersinn an die Landkreise Tukums, Jelgava, Bauska, Ogre, Cēsis und Limbazi sowie die Städte Riga und Jūrmala, die als kreisfreie Städte administrativ vom umliegenden Landkreis unabhängig waren. Die Fläche umfasst 3.474 km² (das Stadtgebiet Rīga mit 307 km² und das von Jūrmala City mit 100 km² eingeschlossen) und hat eine Bevölkerung von 904.440 (davon Rīga 735.670 und Jūrmala 55.250); etwa die Hälfte der Bevölkerung Lettlands. Der Landkreis Rīga ist einer der größten in Lettland, hat zentrale und strategische Bedeutung, stellt die größte Wirtschaftsmacht im Land dar und verfügt über die bestentwickelte Infrastruktur. Er verknüpft zehn wichtige Autostraßen und sechs Eisenbahnlinien.

## Geschichte
Am 31. Dezember 1949 wurden aus dem Kreis Riga (Rīgas apriņķis) die Landkreise (Rajoni) Baldone, Riga, Saulkrasti, und Sigulda. 1956 und 1959 wurde der Landkreis Saulkrasti und Teile des Landkreises Baldone wieder angegliedert. 1962 kam der Großteil des Landkreises Sigulda hinzu.
Aufgrund von Gesetzen der Jahre 1998 und 2008 gibt es heute auf dem Gebiet des ehemaligen Landkreises die Bezirke (Novadi): Ādaži, Babīte, Carnikava, Garkalne, Inčukalns, Krimulda, Ķekava, Mālpils, Mārupe, Olaine, Ropaži, Salaspils, Saulkrasti, Sēja, Sigulda und Stopiņi.

## Natur

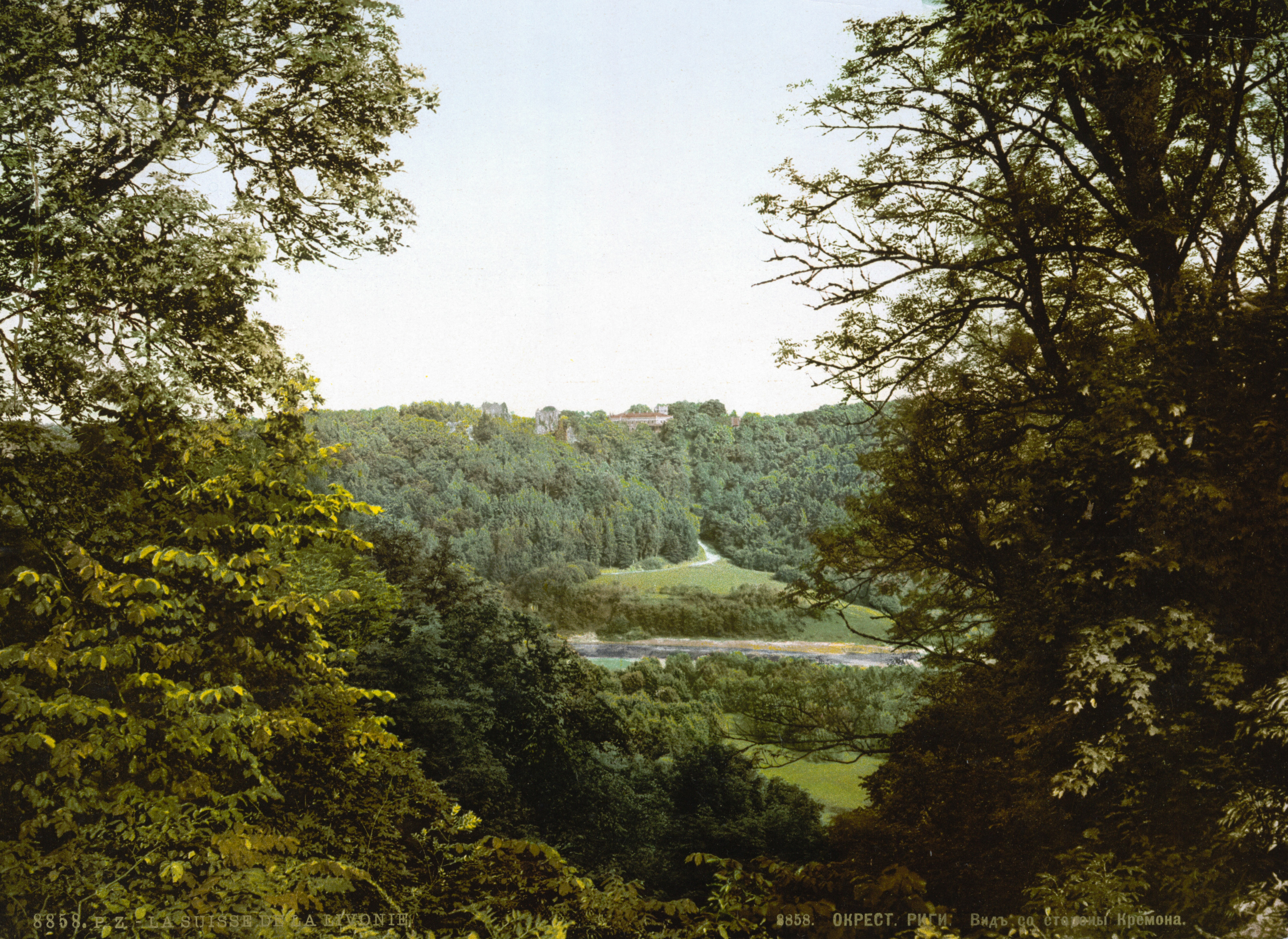
Blick auf Krimulda, ca. 1890–1900

Der größere Teil des Kreisgebietes lag auf den ebenen Sandböden um Riga, die von Nadelwäldern, niederem Buschwerk, und Marschen geprägt sind, wie sie typisch für küstennahes Flachland sind. Der Norden ist hügelig mit eingebetteten Seen. Es gibt 132 Seen im Gebiet um Riga, die größten davon sind Babītes ezers, Lielais Baltezers, Mazais Baltezers, Dūņu ezers und Lilastes ezers. Das Gebiet wird von den drei größten lettischen Flüssen Daugava, Lielupe und Gauja durchflossen. Der südwestliche Teil des Nationalparks Gauja befindet sich im ehemaligen Landkreis Rīga. Der nordöstliche Teil des Gebiets wird von den größten Laubwäldern Lettlands bedeckt.

## Gliederung
Neben Riga und Jūrmala gab es sieben Städte im Rīgas rajons: Baldone, Baloži, Olaine, Salaspils, Saulkrasti, Sigulda, Vangaži; die größten sind Salaspils nahe Riga mit zahlreichen Forschungseinrichtungen, Olaine, ein Zentrum der chemischen Industrie und Sigulda, eine Touristenattraktion mit einem Schloss aus dem 13. Jahrhundert.
Daneben gab es 16 Gemeinden (pagasti): Ādaži, Allaži, Babīte, Carnikava, Daugmale, Garkalne, Inčukalns, Krimulda, Ķekava, Mālpils, Mārupe, Olaine, Ropaži, Salas, Sigulda, Stopiņi.